# Principio de localidad
En física, el principio de localidad establece que dos objetos  alejados uno de otro no pueden influirse mutuamente de manera instantánea, de manera que dado un corto intervalo de tiempo cada objeto sólo puede ser influido por su entorno inmediato o entorno local. En términos estrictos, una interacción física que satisface el principio de localidad, sólo puede relacionar dos eventos en el espacio-tiempo tales que cada uno de ellos esté dentro del doble cono de luz del otro, es decir, el principio de localidad implica que la influencia o causa se propaga a una velocidad menor o igual que la velocidad de la luz.
En palabras de Albert Einstein sobre este principio, 

la siguiente idea caracteriza la independencia relativa de objetos que están muy alejados uno de otro en el espacio (A y B): una influencia externa en A no puede influir directamente sobre B; esto es conocido como el principio de acción local, y es empleado una y otra vez en teoría de campos. Si suprimiéramos por completo este axioma, resultaría inviable la idea de la existencia de sistemas semicerrados, y no podríamos postular leyes que se pudieran comprobar experimentalmente en el sentido aceptado.
 Albert Einstein (1948). «Quanten-Mechanik und Wirklichkeit». Dialectica 2: 320 - 324.

Einstein extiende el concepto del principio de Localidad, este no solo se limita al campo de acción a distancia vistas en la gravedad o la fuerza electromagnética, sino que realiza una extensión del axioma con un concepto "a priori" que indica que ninguna influencia externa o ajena a un objeto A que se encuentre lo suficientemente alejado de otro objeto B, podría afectarlo. De modo que el principio de localidad es un axioma que no solamente toma en cuenta la acción a distancia, sino el universo de factores posibles que pudieren violarlo, dentro de lo cual Einstein observó lo que llamó "acción fantasmal a distancia", en clara referencia al comportamiento observado en las partículas sometidas a entrelazamiento cuántico, lo cual sería una extensión de la simple acción a distancia
Según Einstein, de romperse por completo el axioma (refiriéndose al principio más su extensión, aquello que llama "principio de acción local" de la teoría de campos), significaría que no existirían sistemas semicerrados, nada sería "independiente", significaría que el Universo sería uno solo en esencia, pues el mismo átomo que puede estar "aquí", bien podría hallarse al otro lado del universo, la localidad perdería sentido, y junto con ella, las leyes del Universo, el universo bien pudiera ser un cuanto y dentro de este cuanto hallarse todas las posibilidades de manera superpuesta.

## Localidad en mecánica clásica
En la teoría newtoniana de la gravitación se aprecia por ejemplo que la posición de un planeta afecta inmediatamente al resto de astros, aunque estén a años luz de distancia. Es decir, en su formulación original dicha ley presentaba una acción a distancia, del tipo que la teoría de la relatividad de Einstein excluiría como posible. Así, en el siglo XVII la ley de la gravitación universal de Newton fue formulada en términos de "acción a distancia", violando así el principio de localidad.

Es inconcebible que la materia inanimada, sin la mediación de algo más que no es material, pueda afectar y operar sobre otros entes materiales sin contacto mutuo ... Que la gravedad deba ser innata, inherente y esencial a la materia, de modo que un cuerpo pueda actuar sobre otro a una distancia donde prevalece un vacío, sin la mediación de cualquier otra cosa, a través del cual la acción y fuerza de un objeto puede ser transmitido a otro, es para mí un absurdo tan grande que creo que ningún hombre entendido en materia filosófica, pueda tener la facultad de pensar que alguna vez pueda llegar a explicarse. La gravedad debe ser causada por un agente que actúa constantemente de acuerdo con ciertas leyes, pero si este agente es material o inmaterial, lo dejo a consideración del lector.
-Isaac Newton, Cartas a Bentley, 1692/3

La ley de Coulomb de las fuerzas eléctricas inicialmente se formuló también como una acción a distancia, aunque más tarde para casos dinámicos esta ley fue enmendada por las ecuaciones de Maxwell del electromagnetismo que sí obedecen la localidad.

## Localidad en mecánica relativista
El principio de localidad tal como fue formulado por Einstein pretendía eliminar explícitamente la posibilidad de cualquier acción a distancia. Einstein y otros científicos coincidían de que este tipo de fenómenos era contradictorio con la existencia de una velocidad finita máxima para velocidades de propagación de señales materiales, las cuales debían propagarse como mucho a la velocidad de la luz. Este último hecho era una consecuencia de la hipótesis de que el espacio-tiempo tiene una geometría pseudoeuclídea o minkowskiana.
Einstein trató de reformular las leyes físicas de una manera que obedecieran al principio de localidad. Más tarde se logró producir una teoría alternativa de la gravitación, la relatividad general, que también obedece al principio de localidad. La teoría de la relatividad general fue formulada para excluir la acción a distancia por lo que la teoría de la relatividad es el único modelo físico que excluye por completo violaciones del principio de localidad. En términos formales el principio de localidad implica que sólo aquellos eventos dentro del pasado causal de un evento pueden influirle:

{\displaystyle {\text{influencia-sobre}}(E)\subset J^{-}(E)}

Sin embargo, un desafío diferente al principio de localidad surgió posteriormente de la teoría de la mecánica cuántica, que el propio Einstein había ayudado a crear.

## Localidad en mecánica cuántica
Si bien el principio de localidad se satisface en la teoría de la relatividad, en mecánica cuántica y teoría cuántica de campos existen situaciones en que el principio de localidad no se satisface, por ejemplo, el colapso de la función de onda, el salto cuántico, ambos relacionados con el problema de la medida. También aparecen fenómenos de no-localidad cuántica cuando se analiza un estado entrelazado cuyas partes llegan a separarse con el tiempo. Este problema fue planteado ya en 1935 en el famoso experimento imaginario de Einstein-Podolsky-Rosen.
El problema quedó abierto hasta que J. S. Bell publicó sus famosas desigualdades de Bell que permitían realizar un experimento potencial que debía dar o quitar la razón a Einstein, Podolsky y Rosen. Un experimento crucial basado en el trabajo de Bell fue llevado a cabo por Alain Aspect en 1981, y mostraba sin lugar a dudas la existencia de efectos que violaban el principio de localidad en toda su extensión.

## Realismo local
El realismo local es la suposición realista de que todos los objetos deben tener valores objetivamente existentes para cada medida posible antes de que se lleven a cabo estas mediciones. A Einstein le gustaba decir que la luna está ahí incluso cuando nadie la está mirando.
El realismo local es una característica importante de la mecánica clásica, de la relatividad general, y de la electrodinámica, pero la mecánica cuántica rechaza en gran medida este principio debido a la teoría de entrelazamiento cuántico, una interpretación rechazada por Einstein en la paradoja EPR, pero posteriormente demostrada por las desigualdades de Bell. Toda teoría, como la mecánica cuántica, que violan las desigualdades de Bell, deben abandonar cualquier realismo local, pero algunos físicos niegan que los experimentos han demostrado violaciones de Bell, con el argumento de que la subclase de las desigualdades no homogéneas de Bell no ha sido probada o debido a limitaciones experimentales en las pruebas. Diferentes interpretaciones de la mecánica cuántica violan diferentes partes del realismo local.

## Últimos experimentos
«Real» significa que los objetos poseen propiedades definidas independientemente de la observación. «Local» significa que los objetos solo pueden ser influenciados por su entorno y que ninguna influencia puede viajar más rápido que la luz. Las últimas investigaciones en las fronteras de la física cuántica han descubierto que ambas cosas no pueden ser ciertas. En cambio, la evidencia muestra que los objetos no son influenciados únicamente por su entorno, y que también pueden carecer de propiedades definidas antes de la medición.
Esto, por supuesto, es profundamente contrario a nuestra experiencia cotidiana, la desaparición del realismo local, tal como sentencia la Interpretación de Copenhague, ha indignado a muchos científicos que como Einstein lo han considerado una concepción errónea, discusión que los últimos resultados experimentales han terminado zanjando.
La culpa de este logro recae directamente sobre tres físicos: John Clauser, Alain Aspect y Anton Zeilinger. Repartieron a partes iguales el Premio Nobel de Física de 2022 «por sus experimentos con fotones entrelazados, estableciendo la violación de las desigualdades de Bell como un hecho consolidado, siendo pioneros en la ciencia de la información cuántica». Sus colegas coincidieron en que el trío se lo merecía, mereciendo este reconocimiento por implantar un nuevo paradigma de la realidad, muy distinto de la concepción actual.

## Consecuencias
Dado lo expuesto, científicamente se derivan los siguientes hechos:
1. Rompimiento del principio de localidad, el universo es uno en esencia, coherente (sin partes) e indivisible, donde todo se da en un mismo punto temporal y espacial (tal como sentenció Einstein).
2. La idea de formular la existencia de sistemas semicerrados se torna inviable, consecuentemente el Universo es cuántico, se rige por una ecuación de onda universal. 
3. Reafirmación de la Interpretación de Copenhague como la más apegada a la evidencia científica (la única basada en hechos y principios comprobados). La función de onda universal colapsa al tenor de la observación (medición), en otras palabras: el Universo se materializa con la interacción. 
4. El colapso de la función de onda no es real, el Universo nunca deja de ser cuántico, la materialización sería tan solo una percepción, no un estado. 
5. Como todo sistema cuántico, el Universo, como entidad material, sería tácito (perceptible en potencia, pero no ubicable). 